# Armsheim
Armsheim est une commune allemande viticole de Rhénanie-Palatinat. Le village est situé au cœur des vignobles de la Hesse-Rhénane.

## Géographie
Armsheim se trouve à environ 14 km de Alzey, à 18 km de Bad Kreuznach, Bingen-Am-Rhein de 25 km et 30 km environ au sud-ouest de Mayence. La commune se trouve au pied du Wißberg (d´une hauteur de 271 m) et est caractérisée par sa viticulture et par l´agriculture.

## Histoire
D´après les anciens documents Armsheim, était une fondation de Francs ripuaires après la bataille de Tolbiac.
Le maire du palais Pépin de Herstal a fait donations dans les trois villes de Wörrstadt, Armsheim et Saulheim à l'église Saint-Nicomède de Mayence,.
Le 29 mars (1792), le quartier-général du duc de Brunswick était à Armsheim ; les Hessois passèrent la Nahe à Bingen, et marchèrent à Engelstadt, l'avant-garde à Uffhofen. Le 5o, l'armée prussienne se rassembla près de Armsheim, et marcha, à deux heures du matin, par la gauche, sur Âlsheim ; elle se porta ensuite dans la plaine d'Oppenheim et Worms. citation de Traité des grandes opérations militaires, contenant l'histoire critique des campagnes de Frédéric II, comparées à celles de l'empereur Napoléon: avec un recueil des principes généraux de l'art de la guerre par le historien Antoine de Jomini 1811.

## Jumelages
- Fléville-devant-Nancy (France) depuis 1988